# Bayankhairkhan, Zavkhan
Bayankhairkhan (tiếng Mông Cổ: Баянхайрхан) là một sum của tỉnh Zavkhan ở miền tây Mông Cổ. Vào năm 2005, dân số của sum là 1.968 người.

## Địa lý
Sum có diện tích khoảng 2.600 km2. Trung tâm sum, Altanbulag, nằm cách tỉnh lỵ Uliastai 239 km và thủ đô Ulaanbaatar 992 km.

### Khí hậu
Bayankhairkhan có khí hậu cận Bắc Cực. Nhiệt độ trung bình hàng năm ở khu vực này là -3 °C. Tháng ấm nhất là tháng 7, khi nhiệt độ trung bình là 22 °C và lạnh nhất là tháng 12, với -26 °C. Lượng mưa trung bình hàng năm là 206 mm. Tháng ẩm ướt nhất là tháng 8, với lượng mưa trung bình là 53 mm, và khô nhất là tháng 2, với 4 mm.

## Kinh tế
Sum có một trường học, bệnh viện, trung tâm thương mại và nhà văn hóa.